# Hannes Meyer

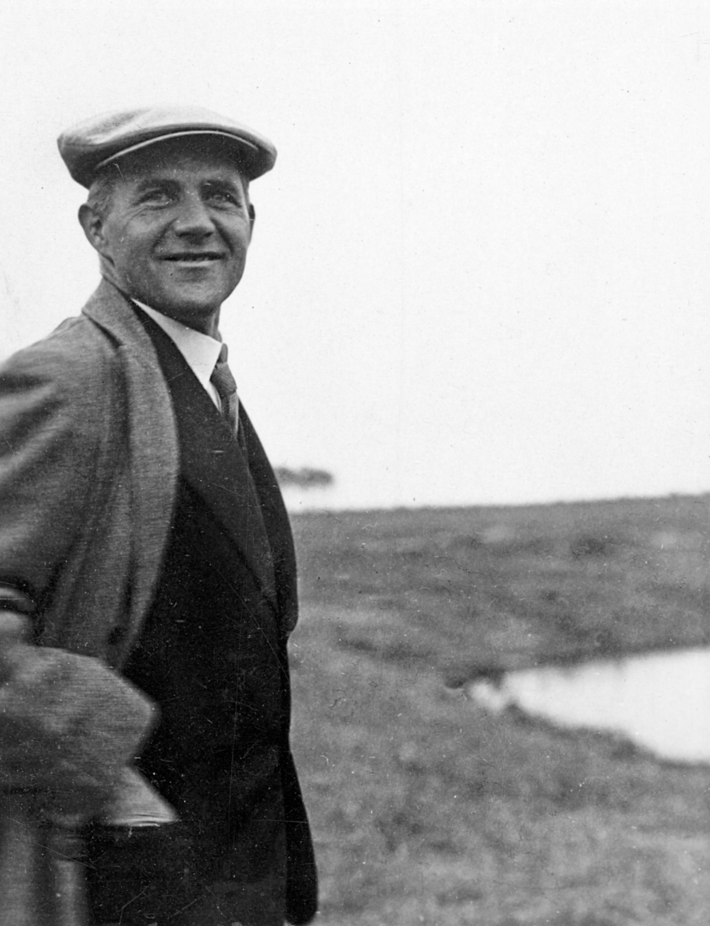
Hannes Meyer in Bernau, 1928

Hannes Meyer (eigentlich Hans Emil Meyer; * 18. November 1889 in Basel; † 19. Juli 1954 in Crossifisso di Savosa) war ein Schweizer Architekt und Urbanist. Er wirkte unter anderem in Basel, als Direktor des Bauhaus Dessau, in der Sowjetunion und in Mexiko. Er gilt als einer der bedeutendsten Vertreter des Neuen Bauens.

## Leben
Hannes Meyer entstammte einer Basler Bauunternehmerfamilie. Seine Eltern waren Johann Emil (1863–1899) und Katharina Margaretha (1866–1916) Meyer. Nach dem frühen Tod des Vaters musste Meyer als Halbwaise einen Teil seiner Kindheit und Jugend im Bürgerlichen Waisenhaus Basel verbringen.

### Anfänge

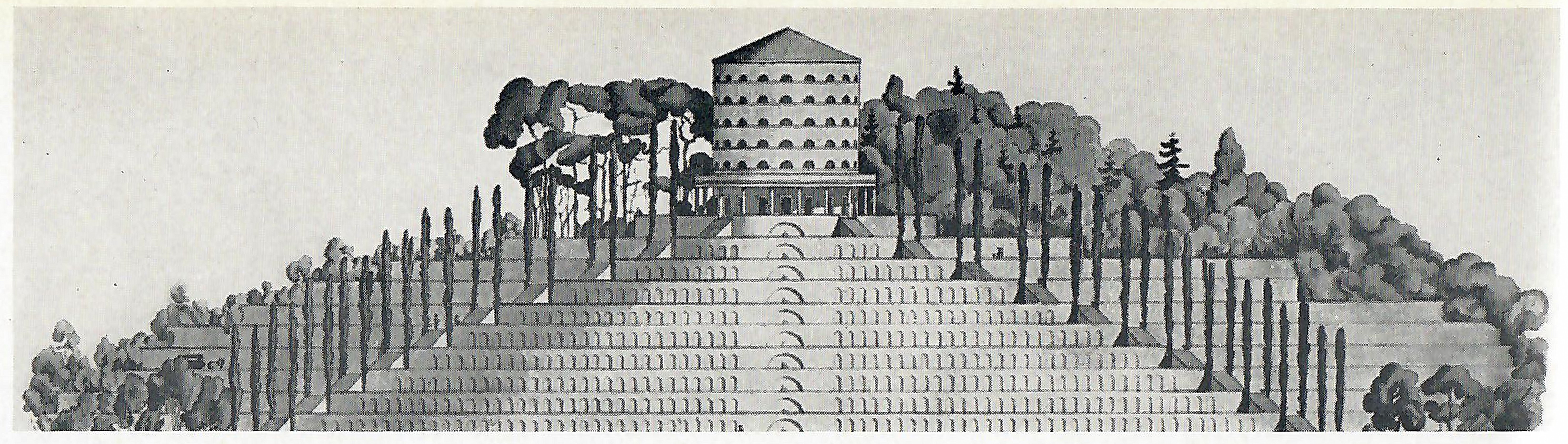
Zentralfriedhof Basel, Urnenfriedhof mit Columbarium (1923)

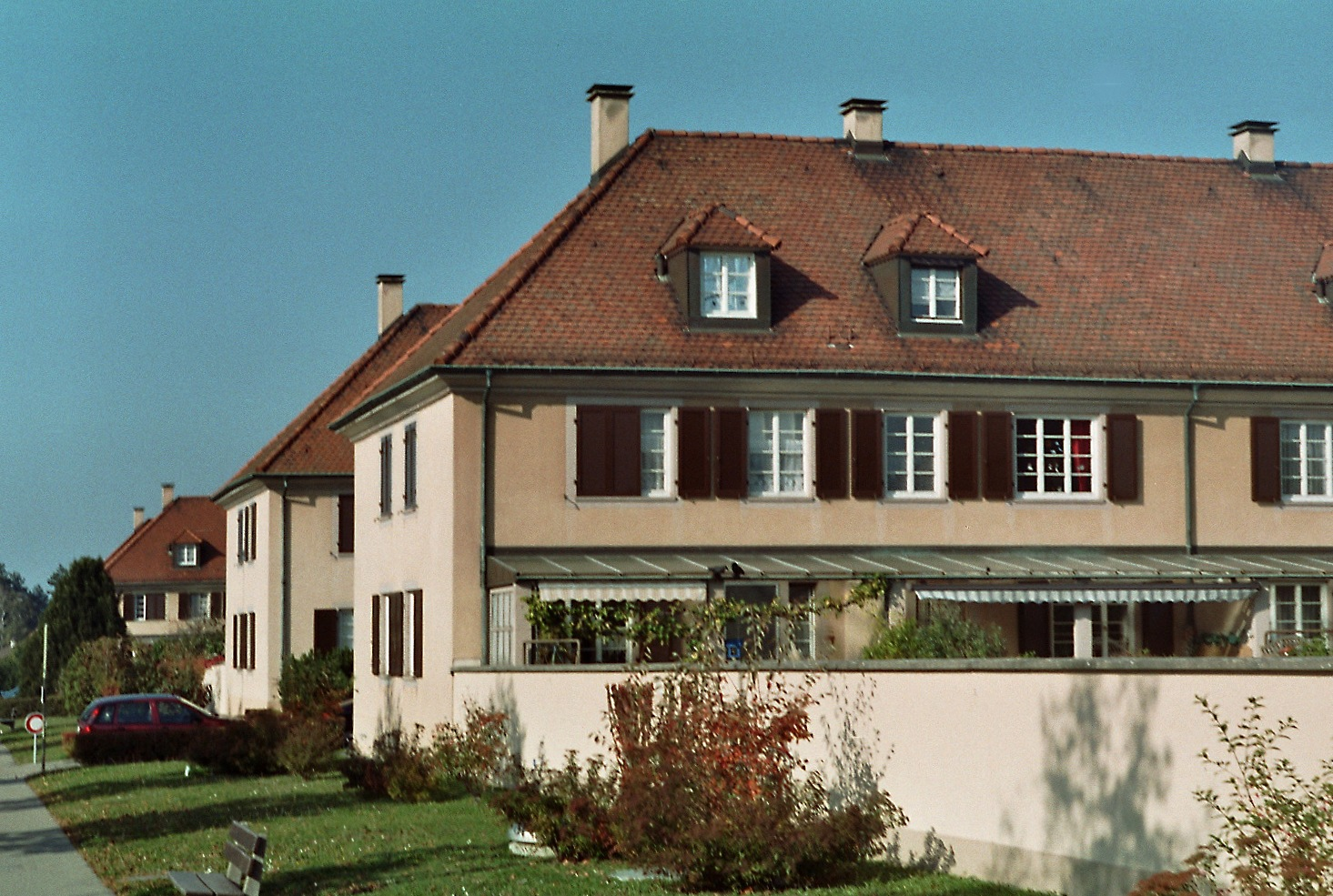
Genossenschaftssiedlung Freidorf bei Muttenz (1919–21)

Nach der Schulzeit absolvierte Meyer eine Maurer- und Steinmetzlehre sowie eine Ausbildung zum Bauzeichner und Bauführer in Basel. Anschliessend belegte er an der dortigen Gewerbeschule Kurse für Baubeflissene. Ab 1909 arbeitete er in Berlin – zunächst im Architekturbüro Albert Froelich und danach bei Johann Emil Schaudt, dem Architekten des Kaufhaus’ des Westens, und besuchte verschiedene Abendkurse an der Berliner Kunstgewerbeschule. Von 1912 bis 1913 unternahm er Studienreisen in die Niederlande sowie nach England. Anschliessend ging er wieder nach Basel, wo er für kurze Zeit als Freiberufler tätig war.

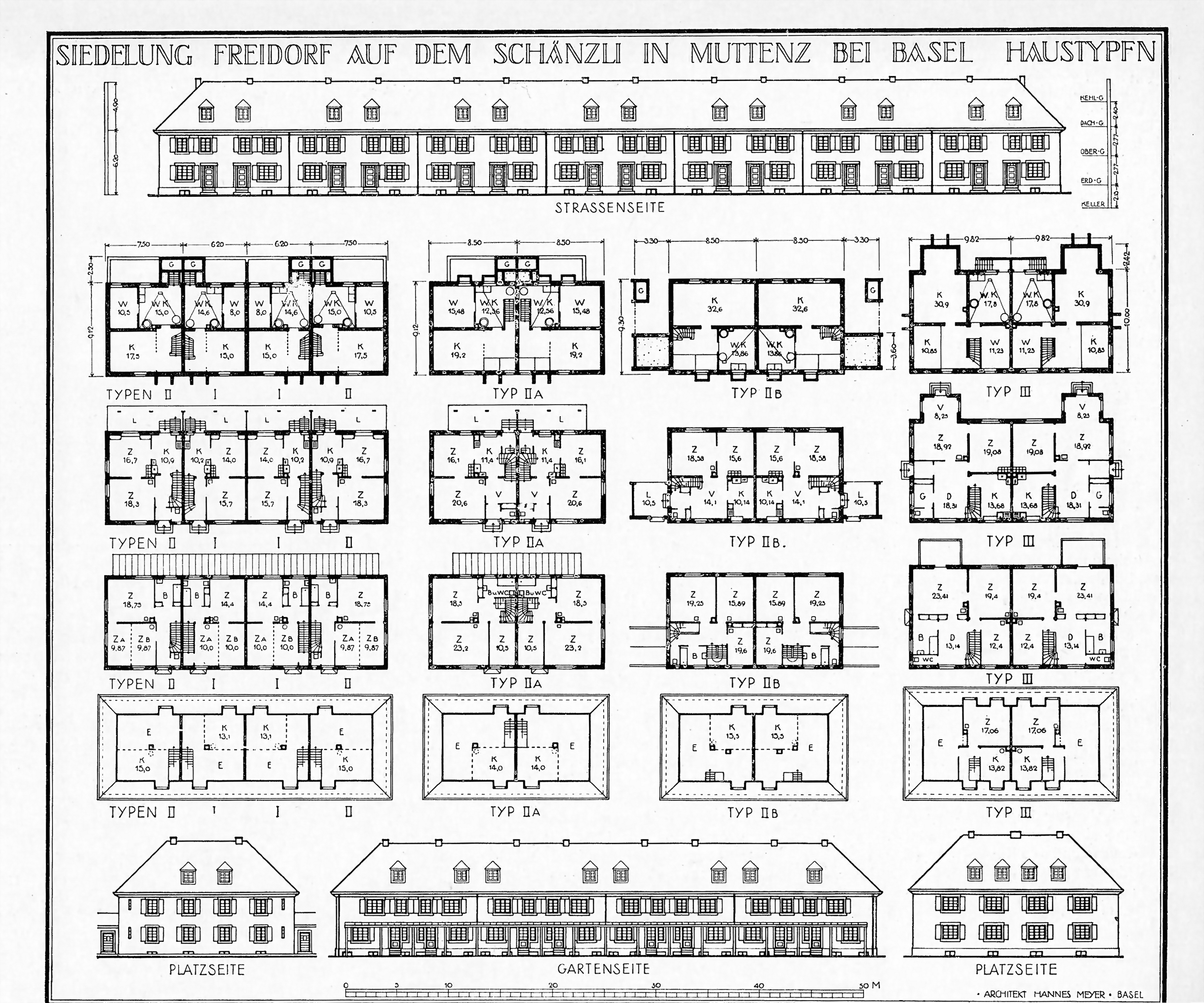
Haustypen der Siedlung auf dem Schänzli in Muttenz bei Basel (1919–21)

Im Zeitraum zwischen 1909 und 1914 engagierte Meyer sich in verschiedenen politischen Verbänden. Dazu gehörte die Schweizer Genossenschaftsbewegung, die Schweizer Freiland- und die Deutsche Bodenreformbewegung.
Im Ersten Weltkrieg leistete Hannes Meyer von 1914 bis 1915 Aktivdienst in der Westschweiz. Danach ging er nach München und nahm eine Assistentenstelle bei Georg Metzendorf an. 1916 trat er in die Kruppschen Bauverwaltung in Essen als Siedlungsplaner ein. Über diese Tätigkeit berichtet ein von Friedrich Krupp selbst unterzeichnetes Arbeitszeugnis. In ihm heißt es unter anderem: «Er [Hannes Meyer] bearbeitete unter Leitung des Vorstandes des Baubüros den Entwurf einer Siedlung für Arbeiter unserer Germaniawerft in Kiel-Gaarden (etwa 1400 Wohnungen), ferner Bebauungspläne für städtische Baublocks in Essen zur Errichtung von Beamtenwohnungen.» Meyer beschrieb die Bauprojekte seines Arbeitgebers in der ihm eigenen Sprache und Orthographie auf folgende Weise: «Krupp 1916–1918: / architektonische Situation: Nationale Strömungen! / zeigen die etappen der wohnkultur bei Krupp: / die Holz- und Schachbrettsiedlungen. / das deutsche dörfchen als deckmantel der plünderung. / die grossanlagen der kriegsperiode: fried.-alf.-hof [später Alfredshof genannt; im Zweiten Weltkrieg zerstört] / die halbdauernde bauweise. / das standardisieren / mechanisieren, Taylorisieren, / […] kiel-gaarden als fantasiegebilde. / die 27’000-menschen-menage (Rationalisierung des gefang. Lebens).»
Anschliessend arbeitete er wieder als selbständiger Architekt in Basel, wo er 1922/23 am Architekturwettbewerb für die Gestaltung des Zentralfriedhofs "am Hörnli" (Kanton Basel-Stadt) teilnahm. Erste internationale Bekanntheit erlangte Meyer durch den Entwurf und Bau der Genossenschaftssiedlung Freidorf in Muttenz bei Basel (1919–1923), wo er bis 1926 selbst wohnte. Sie ging auf eine Initiative des Schweizer Sozialdemokraten Bernhard Jäggi zurück und wurde vom Verband Schweizerischer Konsumvereine, Vorläufer der coop, als Modellprojekt einer Vollgenossenschaft finanziert. Ziel war es, die Vermittlung von Wohnraum und das Leben in der Dorfgemeinschaft nach genossenschaftlichen Prinzipien zu organisieren. Aufsehen erregte sein gemeinsam mit Hans Wittwer erstellte avantgardistisch moderner Entwurf Völkerbundgebäudes in Genf, das im Wettbewerb den dritten Preis erzielte.

### Dessau

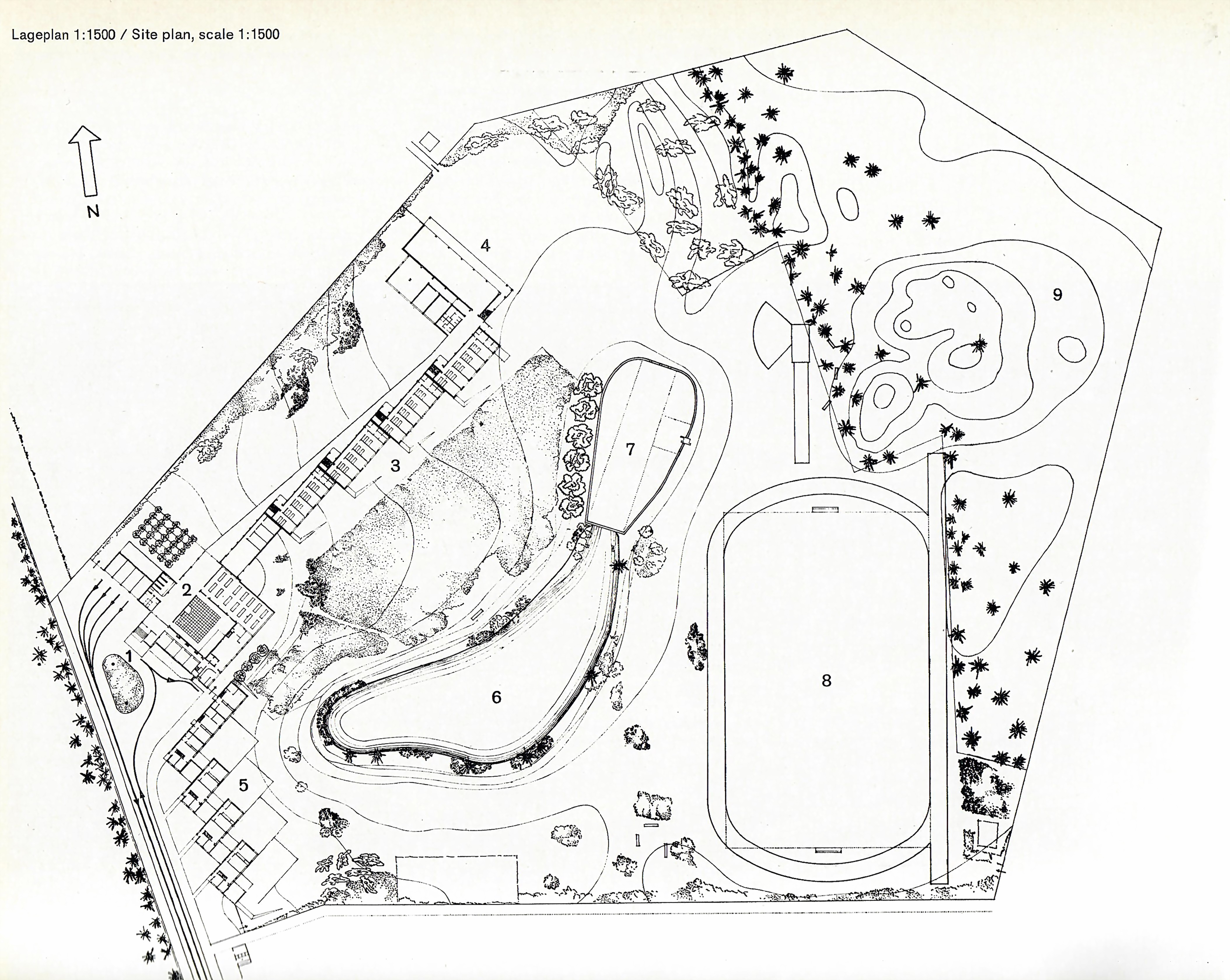
ADGB-Bundesschule in Bernau bei Berlin, Lageplan (1928–1930)

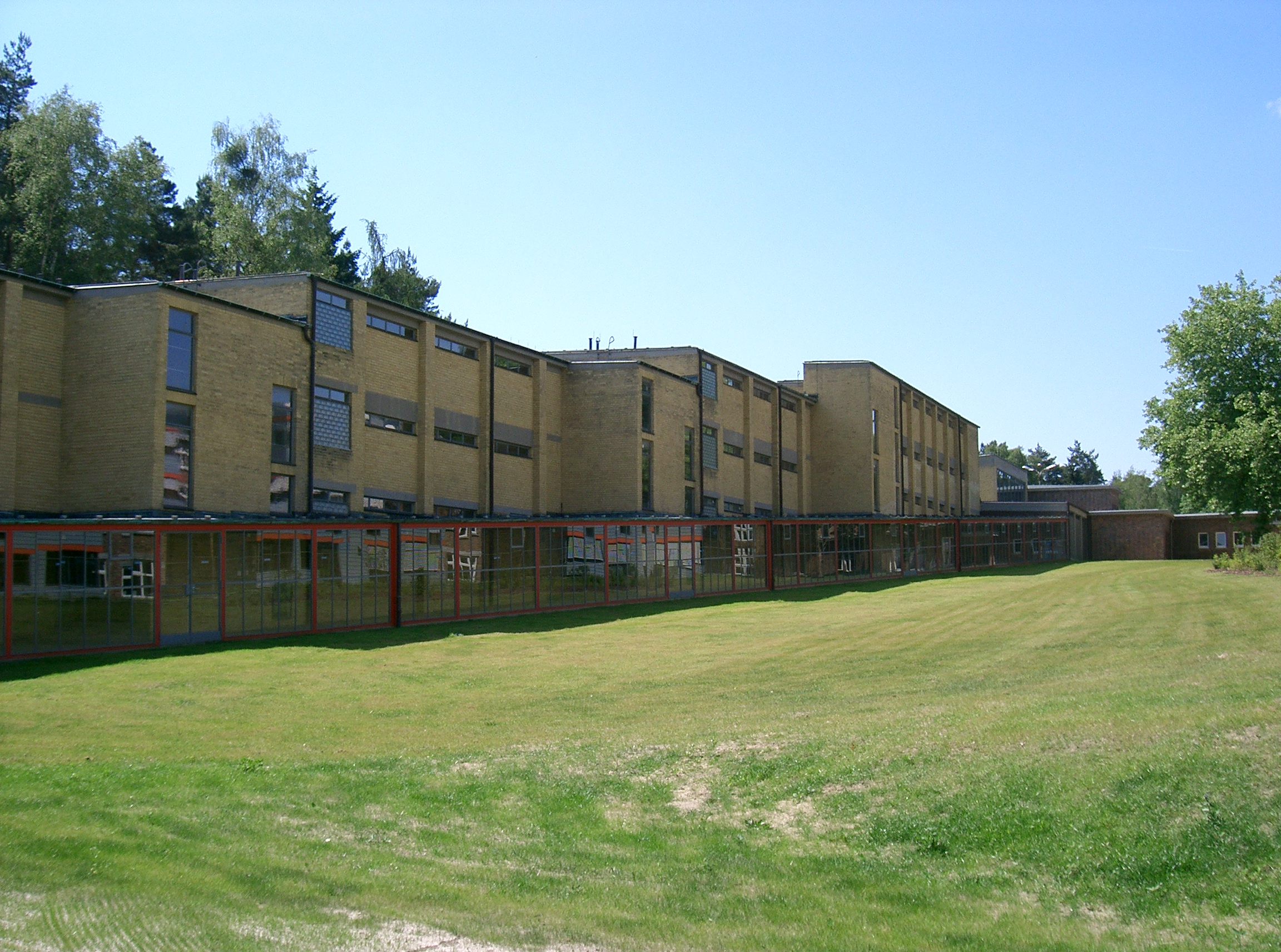
Bundesschule (Bernau bei Berlin) heute

Im Jahr 1927 wurde Hannes Meyer als «Meisterarchitekt» an das Bauhaus Dessau berufen. Am 1. April 1928 übernahm er als Nachfolger von Walter Gropius die Direktorenstelle. Unter Meyers Leitung erhielten die technischen Fächer einen erheblich stärkeren Stellenwert. Er gründete eine Bauabteilung und versuchte für deren Leitung Leopold Fischer – den Leiter der Bauabteilung des Anhaltischen Siedlerverbandes, den Architekten und Meisterschüler von Adolf Loos und Kontrahenten von Walter Gropius – zu gewinnen. Meyer vertrat den Standpunkt, dass das Bauhaus seine ursprüngliche Vision, «für das Volk», also für die lohnarbeitende Bevölkerung zu gestalten, verloren hatte. Dagegen setzte er die Parole: «Volksbedarf statt Luxusbedarf!»
1928 veröffentlichte Meyer unter dem Titel «bauen» sein architektonisches Credo. Dieses Bekenntnis zum wissenschaftlich begründeten Funktionalismus gilt als Manifest der funktionalistischen Architektur. «alle dinge dieser welt» – so Meyers These – «sind ein produkt der formel: funktion mal ökonomie.“ Bauen sei nur Organisation: „soziale, technische, ökonomische, psychische organisation.»
In seiner Bauhauszeit plante Meyer gemeinsam mit Hans Wittwer den Bau der Bundesschule des ADGB und führte ihn auch durch. Für den ADGB, der auch Räume für seine Tochterunternehmen (BAAB und DEWOG) benötigte, entwarf er im Rahmen eines engeren Wettbewerbs 1929 eine städtebaulich dominante, kammartige Büroanlage
in Berlin an der Spree.
Hannes Meyer war in seinen Städtebauplänen an genossenschaftlichen Zielen orientiert und verstand sich als antiautoritärer Kommunist. Zu Beginn des Sommersemesters 1930 verbot er die Kommunistische Studentenfraktion (Kostufra), am Bauhaus. Er sympathisierte mit der Kibbuz-Bewegung. Der israelische Architekt und Planer Arieh Sharon ist einer seiner bedeutendsten Schüler. In nationalsozialistischen Kreisen galt das Bauhaus als «rote Kaderschmiede». Am 1. August 1930 wurde Meyer aus politischen Gründen fristlos entlassen. Seine Nachfolge als Direktor trat Ludwig Mies van der Rohe an.

### Moskau

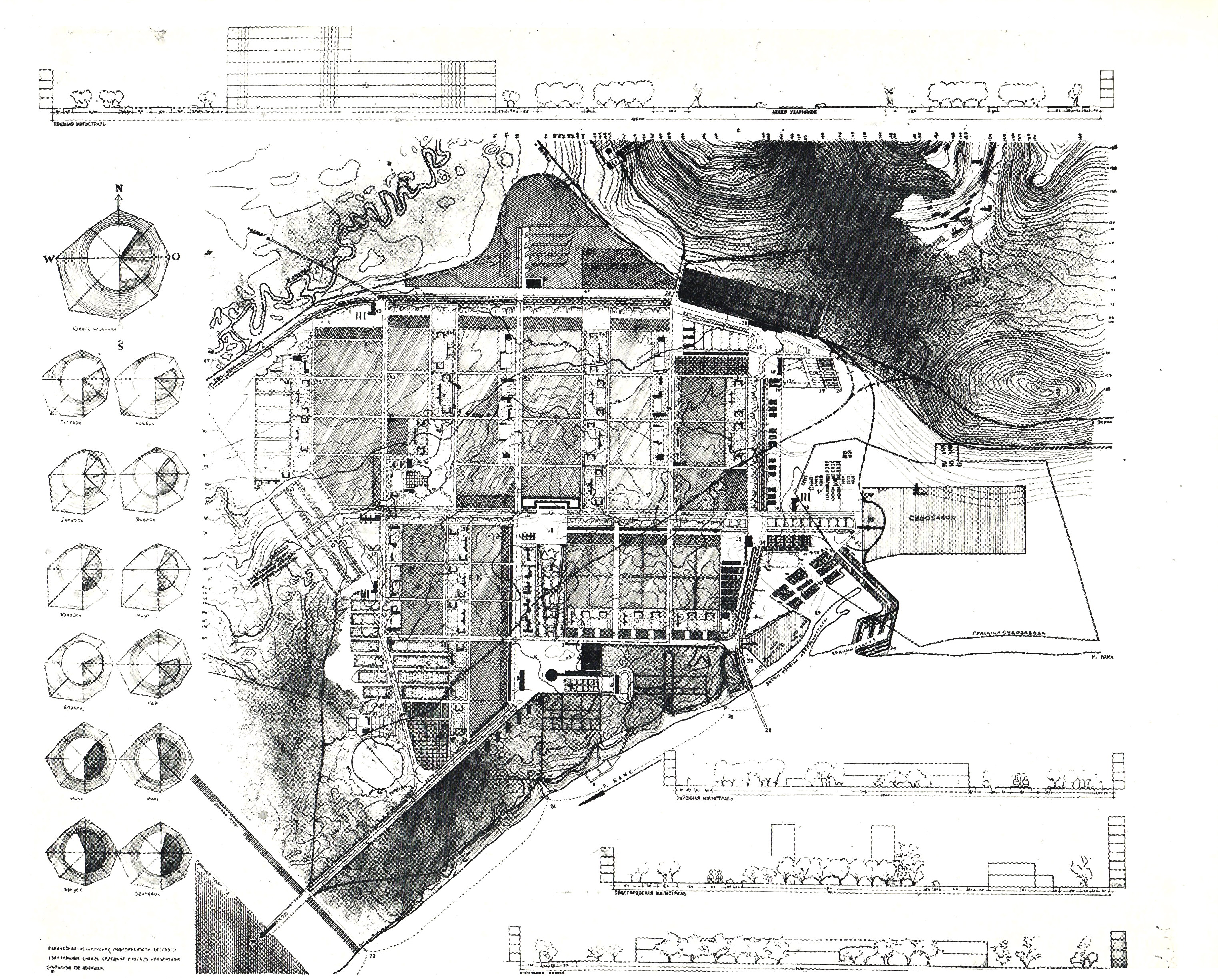
Planung für die Satellitenstadt Nishni-Kurinsk an der Kama (mit einer Brigade des Standardgorprojekts)

Meyer ging noch 1930 nach Moskau und wurde dort bis 1933 Professor an der Hochschule für Architektur (WASI). Zu seiner Begleitung gehörten einige Studierende und Mitarbeitende des Bauhauses, unter ihnen war auch der in München geborene jüdische Architekt Philipp Tolziner, der später über zehn Jahre in einem sowjetischen Gulag verbringen musste. Weitere Mitglieder der Bauhausbrigade («Brigade Meyer»), die an mehreren Schulprojekten in Moskau, Giprowtus und Gorki arbeiteten, waren Margarete Mengel, Béla Scheffler, Rene Mensch, Klaus Meumann, Konrad Püschel, Anton Urban und Tibor Weiner.
Meyers damalige Lebensgefährtin und Sekretärin Margarete Mengel, mit der er einen Sohn hatte, blieb zunächst in Bremen und fand bei der Familie des Malers Heinrich Vogeler vorübergehend ein Zuhause. 1931 siedelte sie ebenfalls mit ihrem Kind nach Moskau über – begleitet von Vogeler, der als KPD-Mitglied nun auch in Moskau Zuflucht suchte.
Ab 1931 erstellte Meyer als Leiter einer Städtebaubrigade mit P. Bücking und Geimanson den Entwicklungs- und Rekonstruktionsplan für Gross-Moskau und als Chefarchitekt im Städtebautrust "Standargorprojekt" Entwicklungspläne u. a. für Molotowo und die Chemiestadt Nishni-Kurinsk im Perm-Becken. Es folgten als Chefarchitekt des Städtebauinstituts "Giprogor" Entwicklungspläne für Birobidschan, Hauptstadt der Jüdischen Autonomen Oblast, für Krasnojarsk und Zonenpläne für Tschita und Molotowo.
Meyer fiel ab 1933 bei den stalinistischen Behörden zunehmend in Ungnade, vermutlich auch wegen seiner vielen Vortragsreisen nach Westeuropa (1931–1935), die er als Professor und Leiter des Kabinetts für Wohnungswesen an der Architektur-Akademie der USSR (von 1934 - Oktober 1935) durchführte. Auch begannen die ersten so genannten «Säuberungsaktionen» innerhalb der großen Moskauer Ausländergemeinde. Meyer kehrte deshalb im Juni 1936 in seine Schweizer Heimat zurück. Seine Lebensgefährtin bekam als deutsche Staatsbürgerin kein Visum und blieb deshalb mit dem gemeinsamen Sohn in Moskau. 1937 heiratete Meyer die Textildesignerin Lena Bergner, mit der er bis zu seinem Tod zusammenlebte. Margarete Mengel wurde 1938 verhaftet, mit vielen anderen Ausländern ohne Prozess zum Tode verurteilt und am 20. August 1938 standrechtlich erschossen. Der Sohn Johannes Mengel (* 4. Januar 1927) überlebte in einem staatlichen Erziehungsheim und erfuhr erst 1993 vom gewaltsamen Tod seiner Mutter.
Meyer versuchte von der Schweiz aus, in Spanien Fuss zu fassen, was aber durch den Bürgerkrieg verhindert wurde.

### Mexiko-Stadt

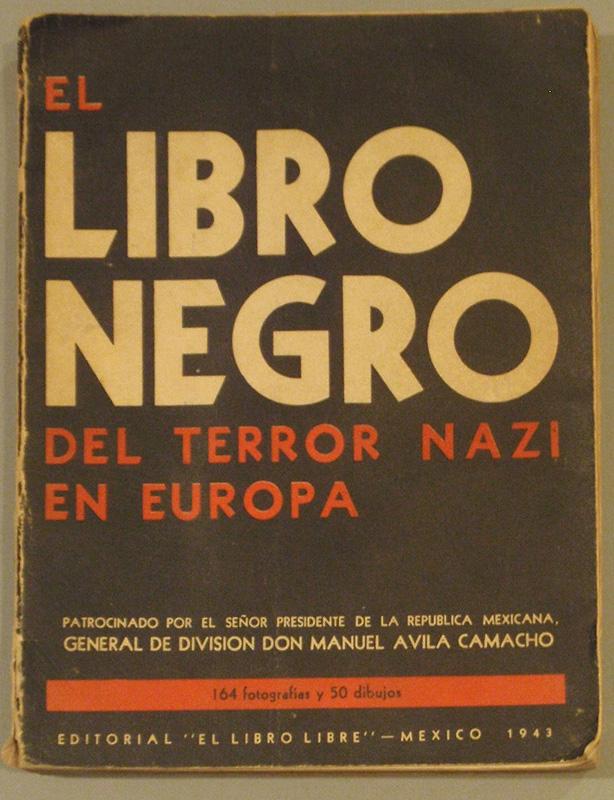
El libro negro del terror nazi en europa (Das Schwarzbuch des Naziterrors in Europa, 1943)

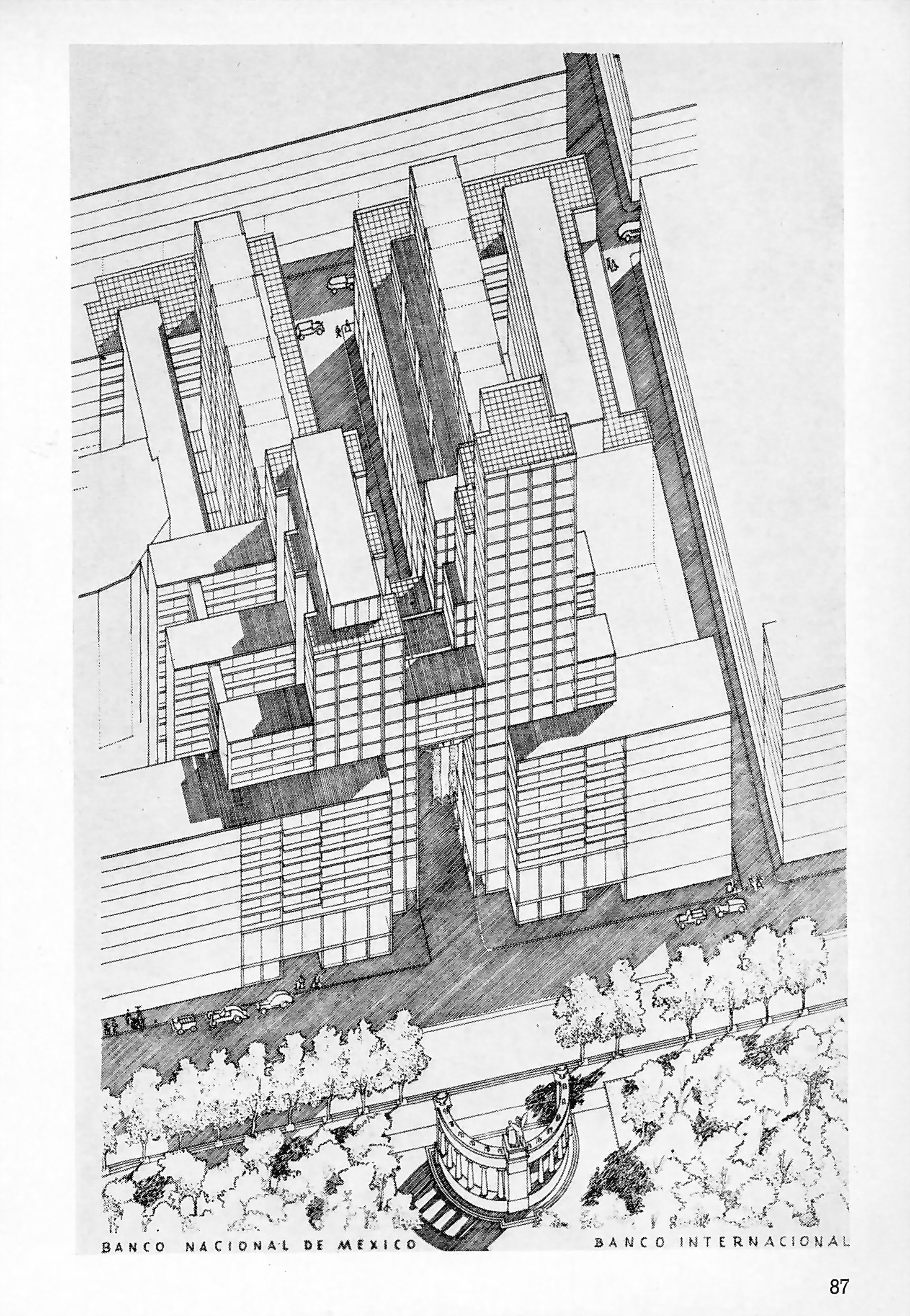
Projekt für einen neuen Bankenhauptsitz im historischen Zentrum von Mexico-Stadt (1947)

Im Jahr 1938 reist Meyer in die Vereinigten Staaten und nach Mexico, um am Internationalen Wohnungs- und Städtebaukongress ("Congreso Internacional de Planificacion y la Habitacion"), am Kongress für Industrielle Demokratie und am Gründungskongress der CTAL, Mexico ("Confederación de los Trabajadores de América Latina") teilzunehmen.
Die Konferenzen verdeutlichen, worum es der Regierung unter dem Revolutionsgeneral Lázaro Cárdenas (ab 1934) ging: "ein wirtschaftlich unabhängiges und industriell entwickeltes Mexiko. Dieser Fokus spiegelt sich auch in der Migrationspolitik des Landes wider, die von zwei Grundideen geprägt ist: Zum einen sollen Einwanderer zum Bevölkerungswachstum und durch mitgebrachtes Fachwissen zur Entwicklung des Landes beitragen. Zum anderen fordern viele mexikanische Politiker die Assimilation der Immigranten an die mexikanische Gesellschaft", was den Ruf der mexikanischen Regierung an Hannes Meyer erklärt. Er wurde per 1. Juni 1939 Direktor des neu gegründeten Instituts für Städtebau und Planung (Instituto de Urbanismo y Planificacion) mit Sitz in Mexiko-Stadt.
Das Institut wird jedoch bereits im Juni 1941 wegen Geldmangels geschlossen, weshalb sich Meyer freiberuflich mit Projekten für die spanische Kolonie in Mexico (Sport- und Kulturzentrum) und dem Neubau des Schweizerclubs in Mexico beschäftigt.
1942 gründete er den Verlag «La Estampa Mexicana» der Künstlervereinigung Taller de Gráfica Popular («Werkstatt der Volksgraphiker», TGP) und übernahm von 1947 bis 1949 dessen Leitung in ehrenamtlicher Stellung. Aus dieser Zeit stammen Publikationen der cooperativen Werkstatt für graphische Volkskunst. Mit seiner Ehefrau Lena Meyer-Bergner besorgte er Umbruch und Typographie und erstellte sieben graphische Mappenwerke. 1943 war er an der Veröffentlichung des Schwarzbuchs über den Naziterror in Europa (El libro negro del terror nazi en europa) beim Exilverlag «El libro libre» beteiligt.
Im Oktober 1942 wird er Technischer Direktor des Sektors für Arbeiterwohnungen im Arbeitsministerium von Mexico und projektiert u. a. die Arbeitersiedlung „Colonia Orbrera de las Lomas“, eine Satellitenstadt für ca. 12.500 Einwohner in Tacubaya, westlich von Mexico-Stadt. Es folgen planerisch-infrastrukturelle Tätigkeiten als Vorsitzender der Planungskommission für Spitäler und Kliniken des Mexikanischen Volksversicherungsinstituts (IMSS (Instituto Mexicano del Seguro Social)). Es entstehen Vorprojekte für das Netz der Kliniken in Mexico und ein technisch-medizinisches Gesamtprogramm für das 600 Betten „Hospital de la Reza“ in Mexico-Stadt.
Ab Januar 1944 ist er als Koordinator im Nationalen Komitee für Schulbau CAPFCE in den Jahren 1945–47 tätig, in denen Ausstellungen über Schulbau, nationale Planarchive, Fototheken über Schulbauwesen und Wanderausstellungen organisiert und die ersten Schulbauzeitschriften aufgelegt werden.
Ab 1946 arbeitet er wieder privat als Architekt an Entwicklungsplänen, erstellt Gutachten für Hochbau- und Bäderprojekte und entwirft die Inneneinrichtung der Geschäftsräume der Schweizerischen und die Gartenanlage der Tschechischen Gesandtschaft und das städtebauliche Entwicklungsprojekt der "Manzana de Corpus Christi" für die Banco Internacional und die Banco Nacional de Mexico.

### Nach 1949
Ende 1949 ging Meyer nach einem Zerwürfnis mit den mexikanischen Behörden zurück in die Schweiz. Nach seiner Rückkehr lebte er bis 1954 in der Nähe von Lugano und arbeitete an architekturwissenschaftlichen Studien und theoretischen Schriften. Seine Bestrebungen in Europa wieder als Architekt, Städtebauer oder Professor zu arbeiten blieben ohne Erfolg.

## Familie
Hannes Meyer heiratete 1917 in Basel die Lehrerin Luise Bianca Nathalie Herkert (1889–1973). Aus dieser Ehe, die 1936 geschieden wurde, gingen zwei Töchter hervor. Ein weiteres Kind entsprang 1927 der außerehelichen Beziehung zu Margarete Mengel. 1931 kam Mengel zu Meyer in die Sowjetunion. Ihr gemeinsamer Sohn Johannes Mengel wuchs, nachdem Hannes Meyer die Sowjetunion verlassen hatte und Mengel hingerichtet worden war, in einem sowjetischen Kinderheim auf. Über seine tragischen Kindheitserlebnisse berichtete dieser, der 1994 als Spätaussiedler nach Deutschland kam, in einem inzwischen veröffentlichten Brief vom 6. April 1998. Ein weiterer Sohn wurde Meyer 1930 in Moskau von der Architektin Lotte Beese geboren, die dort mit ihrem späteren Ehemann Mart Stam arbeitete. Zwei weitere Kinder hatte er mit der Weberin und Stoffmusterdesignerin Lena Bergner (1906–1981), die er 1937 ehelichte.

## Architekturauffassung
Hannes Meyer betrachtete das Bauen als «elementaren Prozess, der biologische, geistige, seelische und körperliche Bedürfnisse berücksichtigt und dadurch Leben ermöglicht». Dies war ein sehr umfassender Ansatz, bei dem Meyer möglichst viele Faktoren mit einbeziehen wollte. Er befasste sich vor allem mit dem Wohnungsbau. Bei Wohnungen und Siedlungen untersuchte er systematisch Ausrichtung, Belichtung, Durchlüftung, Störfaktoren (Schall, Geruch), Sichtbeziehungen, Nachbarschaft und analysierte die funktionalen und psychologischen Faktoren eines Grundrisses. 1928 beschrieb Meyer seine Leitgedanken beim Bau eines Hauses auf folgende Weise: «1. Sexualleben, 2. Schlafgewohnheiten, 3. Haustiere, 4. Gartenarbeit, 5. persönliche Hygiene, 6. Wetterschutz, 7. Hygiene im Haushalt, 8. Wagenpflege, 9. Kochen, 10. Heizung, 11. Ausrichtung gegenüber der Sonne, 12. Dienstleistungen […] Wir untersuchen den Alltag eines jeden, der im Haus lebt, und daraus entsteht das Funktionsdiagramm. […]».
Meyer versuchte, die Architektur auf die Formel «Funktion × Ökonomie» zu reduzieren. Architektur wurde so zu einem logisch-rationalen Prozess, der bei absoluter Optimierung zu einem einzig richtigen Ergebnis führen musste. Für Meyer war das «Bauen […] kein ästhetischer Prozess». Er leugnete damit die gestalterische Komponente der Architektur. Auch das Bild des Architekten ist bei Meyer ein ganz anderes als z. B. noch bei Gropius: «Das neue Haus ist […] ein Industrieprodukt und als solches ist es ein Werk der Spezialisten. Der Architekt war Künstler und wird ein Spezialist der Organisation.»

## Würdigungen (Auswahl)
- Die Hansestadt Rostock würdigte den Bauhaus-Architekten mit einem Hannes-Meyer-Platz, die brandenburgische Landeshauptstadt Potsdam mit einer Hannes-Meyer-Straße. Einen Hannes-Meyer-Weg gibt es in Erfurt, einen Hannes-Meyer-Campus in Bernau bei Berlin.
- Der BDA-Sachsen-Anhalt vergibt seit 2009 den Hannes-Meyer-Preis. Mit ihm werden alle drei Jahre Projekte in Sachsen-Anhalt ausgezeichnet, «die [jeweils innerhalb] der letzten 5 Jahre fertig gestellt wurden und einer hohen gestalterischen Qualität, Nachhaltigkeit und gesellschaftlicher Relevanz verpflichtet [sind].»[33]
- Unter dem Titel das prinzip coop – Hannes Meyer und die Idee einer kollektiven Gestaltung fand in der Stiftung Bauhaus Dessau vom 22. Mai bis 4. Oktober 2015 eine Ausstellung zum Werk und Wirken von Hannes Meyer statt.[34]
- 1980 gab die Post der Deutschen Demokratischen Republik eine Bauhaus-Sondermarke heraus; sie zeigt die Bundesschule des ADGB in Bernau bei Berlin.
- An der Universität Kassel gibt es eine Forschungsstelle zu Hannes Meyer, geleitet vom Kasseler Architekturprofessor und ehemaligen Leiter der Stiftung Bauhaus Dessau, Philipp Oswalt.[35]

## Werke (Auswahl)

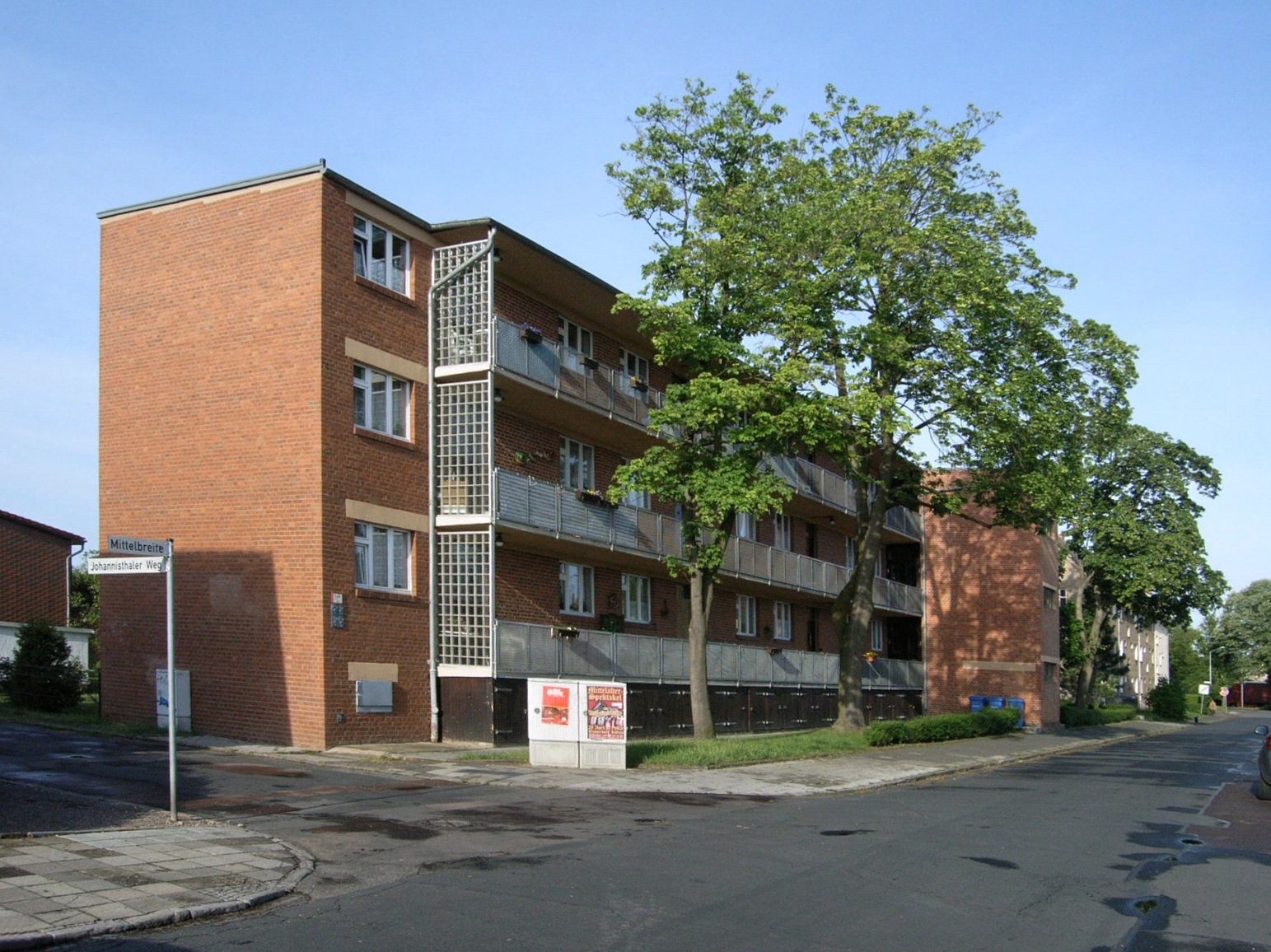
Laubenganghaus in Dessau-Törten

- 1919–1921: Wohnsiedlung Freidorf in Muttenz
- 1926–1927: Völkerbundpalast in Genf (Wettbewerbseintrag, nicht ausgeführt)
- 1927: Petersschule Basel (mit Hans Wittwer, nicht ausgeführt)
- 1928–1930: Bundesschule des ADGB und Lehrerhäuser in Bernau bei Berlin
- 1929–1930: Erweiterung der Siedlung Dessau-Törten mit fünf Laubenganghäusern
- 1933–34: Beteiligung an der Planung der Stadt Birobidschan im gleichnamigen Jüdischen Autonomen Gebiet der UdSSR
- 1938–1939: Genossenschaftliches Kinderheim Mümliswil[36]

## Nachlass
Teilnachlässe von Hannes Meyer befinden sich im Bauhaus Dessau, im Deutschen Architekturmuseum DAM in Frankfurt am Main, im Archiv der Moderne der Bauhaus-Universität Weimar und im gta-Archiv der ETH Zürich.

## Schriften
- Bauen und Gesellschaft. Schriften, Briefe, Projekte. Verlag der Kunst, Dresden 1980 (Fundus-Reihe, 64/65).